# Aerwinkel

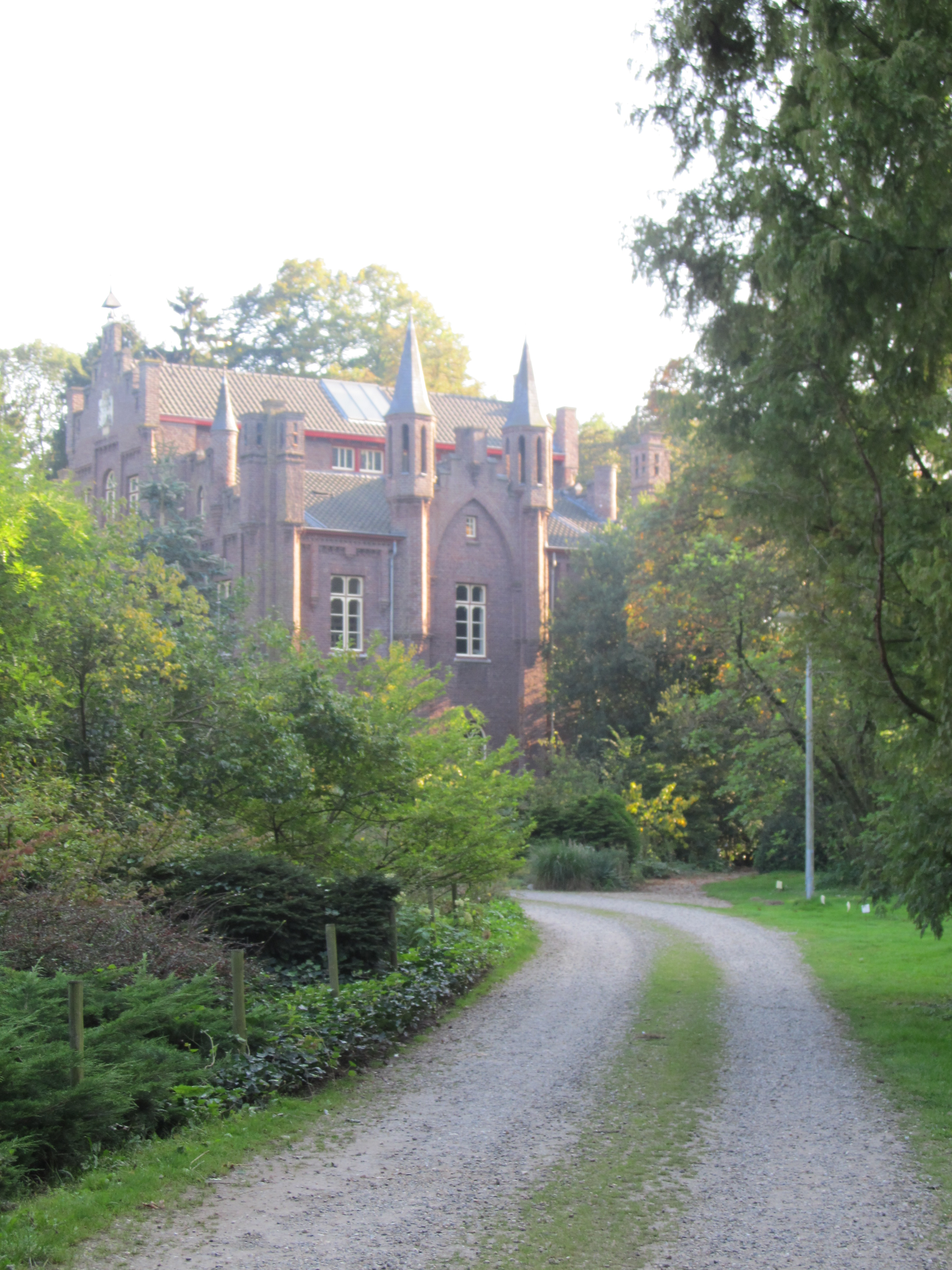
Het kasteel

Aerwinkel is een buitenplaats in het Nederlandse dorp Posterholt, provincie Limburg. Ondanks dat het goed Aerwinkel al bekend is sinds de 15e eeuw en tegenwoordig ook wel als Kasteel Aerwinkel wordt aangeduid, heeft er op deze locatie nooit een (middeleeuws) kasteel gestaan.
De naam Aerwinkel betekent in feite 'waterhoek' en is afkomstig van de ligging van het goed, aan de rand van het dal van de Vlootbeek.

## Geschiedenis
In 1356 werd gesproken van Arewinckel, maar het is niet duidelijk of dat op Aerwinkel slaat. Wel bekend is dat in 1428 Thijs Gijsbrechtssoon van Bake door de Gelderse hertog werd beleend met de 'hoff van Arwynckel'. Twintig jaar later was het goed in bezit van Gijse van Geless. Zijn nazaten bleven eigenaar totdat Gaert van Geless midden 16e eeuw het goed verkocht aan Arnt Vogels van Wijssem.
In 1611 kwam Aerwinkel in handen van de familie Kock.
In 1856 werd het huidige landhuis gebouwd door Pierre Cuypers in opdracht van Pierre M. Geradts. Zijn nazaten bleven tot 1958 eigenaar: toen kochten de Zusters van de Goddelijke Voorzienigheid het landhuis aan om er een rusthuis voor bejaarde nonnen in te vestigen. Ze lieten de boerderij verbouwen tot een bezinningsoord. Een deel van het boerderijcomplex werd afgebroken en door lage barakken vervangen.
In 1990 kocht de gemeente Posterholt het huis aan. Een jaar later werd het huis tijdelijk in gebruik genomen als gemeentehuis voor de nieuwe fusiegemeente Ambt Montfort. In 1996 werd Aerwinkel aan particulieren verkocht.

## Beschrijving
Van het oude huis is weinig bekend. Het zal nooit meer dan een boerderij zijn geweest, waarvan een deel mogelijk als landhuis is gebruikt. Tot in de 18e eeuw spreken de aktes in ieder geval van alleen een boerderij. De huidige boerderij met tiendschuur is uit de 19e eeuw, maar is in oorsprong ouder. Kaarten uit begin 19e eeuw tonen een gesloten hoeve. Aan de zuidzijde lag een geometrische tuin.
Het landhuis uit 1854-1856 is ontworpen door Pierre Cuypers in een Engelse neogotische stijl. Het bakstenen gebouw heeft drie beuken, waarvan de hoge middenbeuk is voorzien van trapgevels. Onder het huis bevindt zich het souterrain met de kelders. Het huis heeft kantelen en meerdere arkeltorentjes. Rond 1900 werd het huis uitgebreid met een serre en twee torentjes.
Rondom het landhuis ligt een landschapspark. Van de boerderij is alleen nog een lage 19e-eeuwse woonvleugel en de tiendschuur overgebleven.
Het landhuis heeft de status rijksmonument. Ook het park, badhuis, tiendschuur, moestuinmuur, oranjerie en een stenen tafel zijn aangewezen als rijksmonument.
Aerwinkel · Kasteel Afferden · Aldt Huys · Aldenborgh · Kasteel Aldenghoor · Aldenhoven · Alte Burg · Kasteel Amstenrade · Slot Annendael · Kasteel Arcen · Baersdonck · Bakvliet · Baronsberg · Baxhof · Beegden ·  Benzenrade · Kasteel De Berckt · Kasteel Bethlehem · Beusdaelshof · Binsfeld · Huis Blankenberg · Kasteel Bleijenbeek · Blitterswijck · Boerlo · Bolberg · Bollenberg · Kasteel De Bongard · Borggraaf · Kasteel d'Erp · Kasteel Borggraaf · Kasteel Borgharen · Kasteel Born · Huis Bree · Breust · Kasteel Broekhuizen · Broekhuizen · Gracht Burggraaf · Kasteel De Burght · Kasteel Cartils · Cloppenburg (Oost-Maarland) · Kasteel Cortenbach · Huis De Dael · Dammerscheid · Kasteel De Bockenhof · De Donck (Sevenum) · De Donck (Swolgen) · De Dorth ·  Huis ten Dijcken · Kasteel Doenrade · De Doom · Douve · Douvenrade · De Dries · Kasteel Erenstein · Kasteel Eijsden · Eijsden · Einrade · Kasteel Elsloo · Ensenbroek · Eperhuis · Etzenraderhuuske · Exaten · Kasteel Eijckholt · Kasteel Eyckholt · Eys · Gastendonck · Kasteel Genbroek · Gebroken Slot · Kasteel Geijsteren · Kasteel Op Genhoes · Kasteel Genhoes · Genneperhuis · Kasteel Het Geudje · Kasteel Geulle · Kasteel Geusselt · Geijsteren · Gen Heck · Ghoor · Kasteel Goedenraad · Kasteel Grasbroek · Kasteel Groenendaal · Groethof · Groot Paarlo · Kasteel van Gronsveld · De Gun ·Kasteel Haeren · Kasteel Den Halder · Heerlaer · Heeze · Heijen · 's-Herenanstel · Kasteel Hillenraad · Kasteel Hoensbroek · Hoenshuis · Holstrate · Holtmühle · Huize Holtum · Kasteel Horn · De Horst · Huys ter Horst · Ten Hove (Grathem) · Ten Hove (Panningen) · Huis Brias · Huis Darth ·  Kasteel Hurpesch · Kasteel Sint-Jansgeleen · Kasteel Jerusalem · Kasteel Kaldenbroek · Den Kamp · Kasteel Karsveld · Kasteel Keverberg · Klein Paarlo · Klimmender Huuske · De Kolck · Koppelberg · Laar · Landsfort · Kasteel Lemiers · Kasteelruïne Lichtenberg · Kasteel Limbricht · Lonesteyn · Huize Lovendael · Mazenburg · Kasteel van Meerlo · Kasteel Meerssenhoven · Meezenbroek · Kasteel van Mheer · Middelaar · Kasteel Millen · Kasteel Montfort · Movert · Mulrode · De Munt · Château Neercanne · Kasteel Neubourg · Nienghoor · Huis Nierhoven · Kasteel Nieuwenbroeck · Nije Huys · Kasteel Nijenborgh · Kasteel Nijswiller · Nijthuysen · Kasteel Obbicht · Oedenrade · Kasteel Ooijen · Kasteel Oost (Valkenburg) · Kasteel Oost (Oost-Maarland) · Kasteel Ouborg · Overen · Kasteel Passarts-Nieuwenhagen · Prickenis · Prinsenhof · Puth · De Putting · Raath · De Raay · Ravenhof · Kasteel Reijmersbeek · Kasteel van Rijckholt · Kasteel Rivieren · Rodenbroek · Rosendaal · Kasteel Schaesberg · Kasteel Schaloen · Te Scharen · Schenkenburg · Kasteel Scheres · De Spijker (Geijsteren) · De Spijker (Leeuwen) · Huis Severen · Sibberhuuske · Château St. Gerlach · Spraland · Huis De Spyker · Huize Stalberg · Stalberg (Wellerlooi) · De Steeg · Kasteel Stein · Steinhagen · Steenen Huis · Stoel van Swentibold · Strijthagen (Landgraaf) · Strijthagen (Welten) · Struyver · Kasteel Terborgh · Terlinden (Wijnandsrade) · Terveurdt · Ter Weyer · Kasteel Ter Worm · De Tombe · Huis De Torentjes · Triest · Trippaert · Kasteel Vaalsbroek · Kasteel Vaeshartelt · Valkenburg · Vliek · De Vroenhof · Vrijburg · Kasteel Wambach · Warenberg · Well · Weyershof ·  Wijlre · Kasteel Wijnandsrade · Wijnandsrade · Wijnantshof · Wissegracht · Huize Witham · Kasteel Wittem · Wolfrath · Wylre